# Vanheerdea roodiae
Vanheerdea roodiae är en isörtsväxtart som först beskrevs av Nicholas Edward Brown, och fick sitt nu gällande namn av L. Bol. och H.E.K. Hartmann. Vanheerdea roodiae ingår i släktet Vanheerdea och familjen isörtsväxter. Inga underarter finns listade i Catalogue of Life.